# Scoparia spelaea
 (janvier 2018).
Si vous disposez d'ouvrages ou d'articles de référence ou si vous connaissez des sites web de qualité traitant du thème abordé ici, merci de compléter l'article en donnant les références utiles à sa vérifiabilité et en les liant à la section « Notes et références ».
Espèce
Scoparia spelaea est une espèce d'insectes lépidoptères (papillons) de la famille des Crambidae.
On le trouve en Australie.

## Galerie

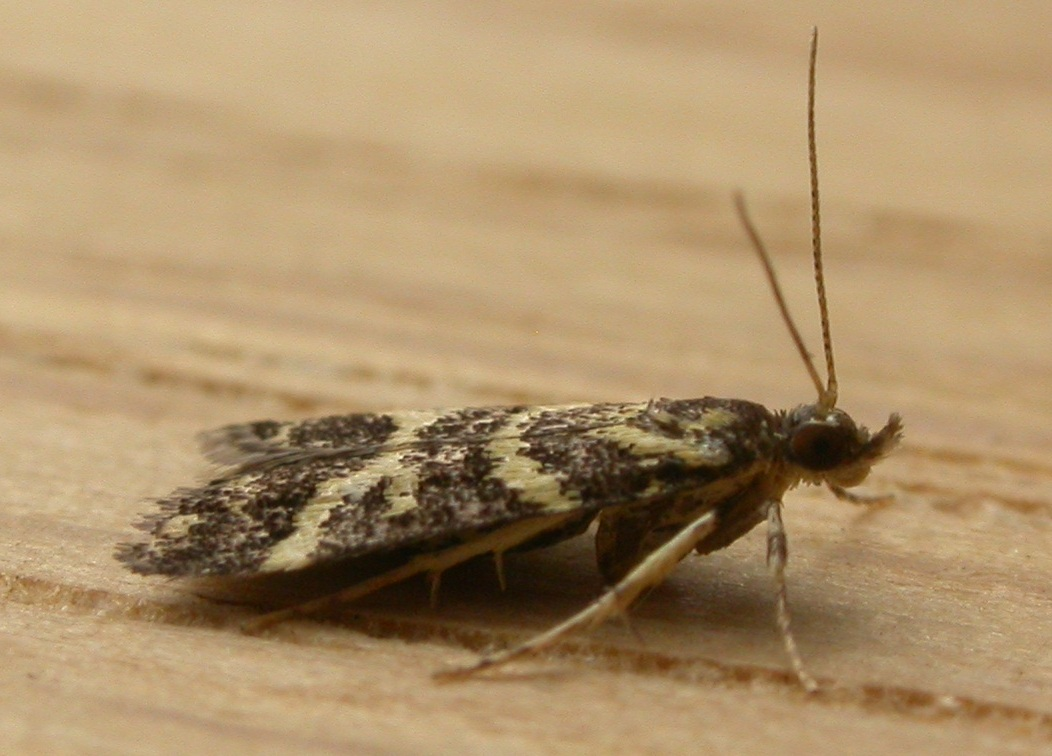

## Synonyme
- Scoparia pusilla